# Virus adenoassociat
Un virus adenoassociat (o AAV, de l'anglès adeno associated virus) és un virus d'ADN petit i no patogen existent en primats, inclosos els humans .

## Descripció
Els virus adenoassociats, molt atractius com a vectors de transferència gènica, han demostrat a través de nombrosos estudis preclínics de teràpia gènica el seu fort potencial terapèutic, basat assaigs clínics de fase I a III. Alguns serotips naturals (AAV9) o artificials travessen la barrera hematoencefàlica en humans. La majoria de les soques infecten diferents tipus de cèl·lules de manera indiferent, per tant, els promotors s'associen sovint a un objectiu (p. : GFAP per a astròcits). És útil al laboratori acoblat a un gen reporter (GFP, mCherry). És prometedor en la recerca perquè permet activar gens (mitjançant l'activació CRISPR ) o aportar proteïnes com els factors de transcripció, especialment al cervell, a través de la circulació sanguínia o líquid cefalorraquidi i així modificar l'activitat de les cèl·lules nervioses o glials, o reprogramar- los en altres tipus : en particular els astròcits a les neurones, perquè aquestes últimes no es renoven en cas de pèrdua. Aquesta tècnica de neuroregeneració permetria tractar algunes malalties neurològiques.